# Alceste De Ambris
Alceste De Ambris (Licciana Nardi, 15 de setembro de 1874 – Brive-la-Gaillarde, 9 de dezembro de 1934) foi um jornalista, militante socialista e sindicalista italiano, considerado um dos maiores expoentes do sindicalismo revolucionário da Itália. Aderiu ao socialismo já aos 18 anos de idade, tornando-se um militante e propagandista do Partido Socialista Italiano. Em 1893, com 19 anos, ele se matriculou no curso de direito da Universidade de Parma, e se destacou pela sua participação na vida política da província, ajudando a organizar o movimento operário daquela região.
Esteve no Brasil entre 1898 e 1903, onde colaborou com a publicação do periódico Avanti! e contribuiu para organização dos trabalhadores italianos e na formação de núcleos e círculos socialistas. Em 1908, na condição de secretário da Câmara do Trabalho de Parma, organizou uma greve geral que envolveu cerca de 30 mil trabalhadores da província. Ao fim da paralisação, a Procuradoria Real de Parma processou os sindicalistas, incluindo De Ambris, acusando-os de terem promovido e tentado uma insurreição armada contra o Estado durante a greve. Veio ao Brasil mais uma vez, onde permaneceu até 1911 e fundou o periódico La Scure.
Em seu retorno à Itália, foi um dos articuladores da Unione Sindacale Italiana em 1912 e eleito deputado pelo Partido Socialista Italiano em 1913. Com a deflagração da Primeira Guerra Mundial, decidiu apoiar os esforços militares dos Aliados contra os Impérios Centrais. De Ambris foi um dos mais decididos animadores do intervencionismo, argumentando que se posicionava em favor das liberdades fundamentais das nações democráticas ocidentais, e se alistou como voluntário com a entrada da Itália na guerra. Ao fim do conflito, aproximou-se de Gabriele d'Annunzio, acompanhando-o na expedição de Fiume e foi o responsável pela constituição da Regência Italiana de Carnaro.
Com a ascensão de Benito Mussolini ao poder, De Ambris tomou posições contrárias ao fascismo, de modo que partiu para o exílio na França em 1922, onde esteve envolvido em atividades antifascistas com outros exilados italianos. Perdeu sua cidadania italiana em 1927 e morreu no exílio em 1934, na cidade de Brive-la-Gaillarde. Seus restos mortais foram levados para a Itália em 1964, com celebrações na cidade de Parma.

## Primeiros anos e envolvimento com o socialismo
Alceste de Ambris nasceu em Licciana Nardi, na Lunigiana, província de Massa-Carrara, no Reino da Itália, em 15 de setembro de 1874, sendo o filho mais velho de Francesco De Ambris e Valeria Ricci. Além de Alceste, seus pais tiveram ainda mais seis filhos: os gêmeos Arturo e Alfredo, Irma, a única filha mulher, Angelo, Armando e Amilcare. Seu pai era um republicano mazziniano e desde cedo De Ambris mostrou interesse pela política. A condição de miséria dos trabalhadores da Lunigiana e suas lutas fizeram com que ele aderisse ao socialismo já aos 18 anos de idade, tornando-se um militante e propagandista do Partido Socialista Italiano em 1892 e participando da constituição de numerosos círculos socialistas na sua região, em especial os de Aulla e La Spezia, dos quais foi sócio.
Em 1893, com 19 anos, ele se matriculou no curso de direito da Universidade de Parma, e se destacou pela sua participação na vida política da província, ajudando a organizar o movimento operário daquela região. De Ambris tinha alguns professores socialistas na universidade e viveu no bairro operário de Parma, Oltretorrente. Esteve inscrito no curso de direito entre 1893 e 1895, e não o concluiu conta de sua militância política. Nesse período, juntou-se aos trabalhadores e outros estudantes de Parma em protestos contra as guerras coloniais italianas na África e em 1896 passou a ser visado pelas autoridades, sendo acusado de difamação por meio da imprensa.
Em 1897, foi convocado para o serviço militar obrigatório em La Spezia, onde tentou desertar para se juntar a um grupo de italianos republicanos que foram lutar pela Grécia na guerra greco-turca de 1897. De Ambris acreditava que na Grécia havia se estabelecido "uma comunidade de livres e iguais, animada pela fraternidade e pela solidariedade e capaz de sacrifício", representando aquilo que ele desejava construir na Itália. Ele se serviu do exemplo grego em oposição ao nacionalismo conservador italiano, afirmando uma ideia de solidariedade aos povos oprimidos em luta pela liberdade. Embora algumas fontes afirmem que De Ambris foi preso pela tentativa de deserção, outras afirmam que ele não sofreu tal punição.
Em 1898, esteve envolvido na redação do jornal La Terra, cujos artigos denunciavam as condições dos camponeses de Massa-Carrara, que tinham quase o tempo todo ocupado pelo trabalho, ao qual dedicavam 10 horas no inverno e 15 no verão, em terras nem sempre férteis. No mesmo ano, uma série de protestos populares contra o aumento do preço do pão ocorreram na Itália. De Ambris foi novamente chamado ao serviço militar para reprimir os protestos, mas não se apresentou e, para fugir da prisão, expatriou-se clandestinamente na França, onde encontrou outros italianos que fugiam da repressão. Foi para Cannes e depois para Marselha, onde trabalhou alguns meses no porto e viveu com dificuldades. O Tribunal Militar de Florença o condenou a um ano de reclusão por deserção. De Ambris então partiu para o Brasil. 

## Primeira estadia no Brasil eAvanti!
De Ambris chegou ao Brasil viajando clandestinamente em um navio proveniente da Itália, junto a outros imigrantes pobres atraídos pelas promessas do governo brasileiro, que à época incentivava a imigração europeia. Alceste inicialmente pretendia ir para Montevidéu, mas passou algum tempo no Rio de Janeiro vivendo com seus irmãos Alfredo e Angelo, que já estavam no Brasil desde 1894, e foi convencido por eles a permanecer no país. Mais tarde, estabeleceu-se em São Paulo. Abalado pelos tormentos que viu durante os 25 dias de viagem de navio, resolveu estudar as condições de vida e de trabalho dos imigrantes italianos nas fazendas de café e viajou em um dos trens que levavam os trabalhadores para as fazendas, partindo da Hospedaria dos Imigrantes, no Brás, e ajudou os imigrantes a se organizarem em associações e sindicatos.

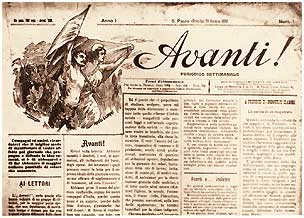
1º edição de Avanti!. O periódico foi publicado pela primeira vez em São Paulo em 20 de outubro de 1900 e circulou até 1919, com algumas interrupções.

Em 1900, participou da fundação do jornal socialista Avanti!, que tomava o nome do seu homônimo italiano e pretendia ser um órgão a serviço dos trabalhadores e das lutas sociais. O periódico tinha uma boa circulação entre a comunidade italiana em São Paulo e, de modo geral, defendia as reformas sociais que pudessem trazer benefícios à classe trabalhadora e a formação de associações operárias de resistência que tivessem como objetivo a melhoria das condições de vida dos trabalhadores.  Avanti! foi um dos primeiros periódicos de esquerda a serem publicados no Brasil, e seus editores procuravam unir seus esforços com as diversas tendências socialistas, de modo que nas páginas do jornal havia espaço para posturas mais reformistas, como as de Alcebíades Bertolotti, e também para posições mais radicais, como as de De Ambris. No final do mês de setembro de 1901, quando o jornal estava para completar um ano em circulação, De Ambris publicou um artigo em que convidava os trabalhadores no Brasil a se organizarem de forma autônoma, afirmando que muitas melhorias poderiam ser obtidas diretamente com a ação e organização da classe trabalhadora. No número seguinte, Bertolotti, em resposta, argumentou que as organizações operárias tinham como objetivo elevar os salários e melhorar a vida da classe trabalhadora, mas que isso não deveria levar à conclusão de que as associações econômicas deveriam desprezar a função do Estado e do partido e de que as organizações operárias não pudessem e devessem, de certo modo, exercer uma ação de pressão sobre eles. Apesar das polêmicas, prevalecia em Avanti! a ideia socialista da necessidade do sindicato para as lutas econômicas e de um partido para a luta política. O próprio De Ambris, em um congresso socialista realizado entre os dias 30 de maio de 2 de junho de 1902, defendeu a atuação eleitoral, declarando a necessidade de os socialistas se inscreverem nas listas eleitorais e convidando os estrangeiros a abandonarem o nacionalismo e se naturalizaram, para poderem usufruir do direito ao voto.
Foi também um membro ativo da Lega Democratica Italiana e do Circolo Socialista Avanti! no mesmo período, e realizou diversas conferências na cidade de São Paulo. Também fez algumas excursões de propaganda pelo interior do estado, onde ajudou a fundar ligas e clubes socialistas. Em 12 de janeiro de 1901, o Avanti! anunciou os primeiros esforços na tentativa de constituição de um partido socialista, e em fevereiro, os militantes agregados em torno do jornal observaram com grande entusiasmo as greves que eclodiam em São Paulo, especialmente após a greve na fábrica de tecidos de Álvares Penteado e que se estendeu a outras categorias. A vitória das grevistas da fábrica de tecidos Penteado, que reivindicavam o restabelecimento da antiga tarifa, a diminuição das multas e providências para acabar com os maus tratos foi vista como um grande triunfo pelo jornal. De Ambris e Bertolotti, que em nome do Avanti! serviram de intermediários durante as negociações, foram ao Brás comunicar às grevistas a vitória, assim que tiveram a notícia. O Avanti! ainda realizou uma campanha em prol de Angelo Longaretti, um camponês italiano que matou o dono da fazendo onde trabalhava, Diogo Eugenio Sales, irmão de Campos Sales, então Presidente da República.
Alceste e seu irmão Angelo estavam em São Paulo quando receberam a notícia de que sua mãe havia morrido inesperadamente. Os redatores de Avanti! mandaram saudações afetuosas aos dois. Em setembro de 1901, se afastou do cargo de redator do periódico, argumentando que queria dedicar mais tempo à propaganda e começar a trabalhar no Almanaque socialista para o ano de 1902, que foi publicado alguns meses depois com textos, retratos e caricaturas. Esse almanaque apresentava uma introdução escrita por De Ambris, um texto intitulado "Socialismo integral", do socialista Enrico Ferri, um texto sobre o socialismo de Estevam Estrella, algumas poesias e contos de Giovanni Cena, Raul Pompéia, Edmondo de Amicis e do próprio De Ambris, intitulado "La rivolta (scene della vita di fazenda)", que contava a história de Angelo Longaretti e as dificuldades do trabalho rural, que levaram esse colono ao gesto extremo de assassinar o fazendeiro. Em 1902, retornou à direção de Avanti! e participou de um congresso socialista realizado entre o fim de maio e o início de junho daquele ano.
Em abril de 1903, foi condenado pelo tribunal de São Paulo a 4 meses e 20 dias de prisão por difamação por meio da imprensa contra o industrial Nicola Matarazzo. Seu irmão Alfredo, que era advogado, defendeu o Alceste durante o processo de expulsão, procurando promover uma revisão do processo pelo Supremo Tribunal Federal do Rio de Janeiro para que a sentença fosse anulada. No entanto, tendo em vista que sua condenação por deserção havia sido anistiada, De Ambris preferiu retornar à Itália.

## Aproximação com o sindicalismo revolucionário e a greve de Parma de 1908
No Brasil, De Ambris se tornou um organizador experiente e um jornalista famoso por sua tenacidade e pela força de suas polêmicas. De volta à Itália, passou a ocupar cargos importantes nas associações sindicais. Assim que retornou, assumiu o cargo de secretário da Câmara do Trabalho de Savona, na Ligúria, atuando sobretudo com os operários metalúrgicos. No fim de 1904, de Savona passou à secretaria da Federação Nacional dos Vidreiros, com sede em Livorno, na Toscana, então uma das associações mais combativas da Itália. Mesmo à distância, também se ocupou da coordenação do trabalho dos socialistas italianos no Brasil e foi correspondente do jornal Fanfulla.
Nesse período, se aproximou do sindicalismo revolucionário, concepção que ganhava força entre os trabalhadores e elementos radicalizados do Partido Socialista Italiano, sobretudo após a greve geral de 1904, impulsionada por sindicalistas revolucionários e socialistas radicais que ganhavam força na Câmara do Trabalho de Parma. Comentando um congresso dos socialistas italianos realizado na Suíça em um artigo para o periódico Fanfulla em 1905, De Ambris notou a força que tal concepção vinha ganhando no interior do Partido Socialista Italiano. As propostas sindicalistas haviam sido derrotadas, mas por uma diferença de 363 votos contra 402 dos reformistas. No fim desse ano, De Ambris esteve em Roma e passou a colaborar com os periódicos Divenire Sociale, de Enrico Leone, La Gioventù Socialista, órgão da Federação Nacional Juvenil Socialista, e Il Sindacato Operaio, escrevendo artigos que deixavam clara a sua postura em prol do sindicalismo revolucionário, afirmando que o sindicato era o instrumento que realizaria a transformação da sociedade e que habilitava o proletariado para a gestão do poder, determinando com a luta a passagem do Estado à organização econômica da classe, e defendendo a autonomia dos sindicatos frente aos partidos políticos. Para De Ambris, o socialismo parlamentar havia abandonado seu caráter proletário e agressivo para estagnar-se em um legalismo e em um humanitarismo "pequeno burguês" com a pretensão de representar "interesses gerais", sacrificando os interesse da classe trabalhadora em nome do qual ele havia surgido e se afirmado. Tal processo vinha ocorrendo desde 1901, quando o Partido Socialista Italiano passou a colaborar com os governos liberais de Giuseppe Zanardelli e Giovanni Giolitti. Dessa forma, o sindicalismo revolucionário aparecia como uma alternativa ao socialismo reformista.
De Ambris passou um breve período em Bagnone junto a seu pai e alguns de seus irmãos em 1906, onde fez conferências e colaborou com o jornal La Terra, refundado naquele ano. Ele estava com a família na Lunigiana quando alguns amigos escreveram, em 1907, pedindo para que ocupasse o cargo de secretário da Câmara do Trabalho de Parma. De Ambris aceitou com entusiasmo o convite, e em novembro, passou a dirigir o periódico L'Internazionale, considerado o "grande porta-voz do sindicalismo revolucionário". Antes de sua chegada, a Câmara do Trabalho ainda era controlada pelos reformistas, mas a maioria dos trabalhadores que faziam parte dela vinham adotando posturas mais radicais desde a greve de 1904. Quando assumiu o cargo de secretário geral da organização, o movimento operário da província de Parma passava por um período de crise, após sucessivas derrotas e por conta da divisão entre os socialistas moderados e radicais e entre as ligas da cidade e do campo. O convite a De Ambris para dirigir a Câmara do Trabalho foi concebido como uma tentativa de reorganizar o movimento, tendo em vista o grande prestígio que ele possuía na região. Procurando responder ao desejo dos trabalhadores de democratizar os sindicatos, De Ambris, como secretário da Câmara do Trabalho de Parma, procurou criar instrumentos que garantissem aos inscritos a possibilidade de influenciar efetivamente nas escolhas que os envolviam. As representações e reuniões se multiplicaram e se recorria ao referendo no caso das decisões mais importantes, como a de iniciar ou não uma greve. Em poucos meses, o número de associados da Câmara cresceu para 30 mil. Além disso, De Ambris fez o possível para evitar divisões políticas no interior do sindicato, considerando que, se os trabalhadores considerassem útil lançar a organização na luta eleitoral, essa decisão deveria ser tomada de forma unânime entre os trabalhadores organizados na Câmara. Já em 1907, após De Ambris assumir o cargo de secretário da Câmara do Trabalho de Parma, a associação conseguiu algumas vitórias sobre a Associação Agrária, que reunia proprietários e arrendatários da região.
Sob a liderança de Alceste De Ambris, a Câmara do Trabalho de Parma declarou uma greve geral no dia 1º de maio de 1908, em resposta aos proprietários que tentavam desrespeitar as conquistas obtidas no ano anterior, como o cumprimento dos contratos, o aumento salarial, melhores condições de trabalho e o reconhecimento do direito de associação. A greve envolveu cerca de 30 mil trabalhadores de vários municípios da Província de Parma. A burguesia local e os proprietários de terras reagiram ao movimento com violência, entrando em conflito com os trabalhadores. Nos primeiros dias de greve, o Partido Socialista, a Confederazione Generale del Lavoro (CGdL) e a Federazione nazionale fra i lavoratori della terra (Federterra) tomaram posições de apoio aos grevistas, mas evitaram intervir no conflito. Os trabalhadores paralisados, por sua vez, recusaram a negociação com os proprietários através de representantes da CGdL e da Federterra, adotando métodos de ação direta para a obtenção das melhorias e dos direitos reivindicados. Depois de 50 dias de greve, os proprietários contrataram trabalhadores de outras regiões para substituir os grevistas. Ocorreram conflitos no entorno da estação ferroviária, para onde se dirigiram alguns manifestantes que tentaram impedir o desembarque dos fura-greves. No bairro popular de Oltretorrente, a polícia entrou em conflito com os trabalhadores, que declararam greve geral. Trabalhadores do campo também se dirigiram à cidade e houve confrontos com a cavalaria. O Partido Socialista e a CGdL tentaram, sem sucesso, convencer os trabalhadores a não aderirem à chamada de greve geral. Diante da repressão que se seguiu ao movimento, a sede do sindicato foi invadida e foram presos todos os que se encontravam ali. No fim de julho, a Associação Agrária possibilitou o retorno ao trabalho, e apenas algumas áreas permaneceram em agitação. Durante esse período, De Ambris recebeu a notícia da morte de sua única irmã, Irma, aos 30 anos.
Ao fim da paralisação, a Procuradoria Real de Parma processou os sindicalistas, acusando-os de terem promovido e tentado uma insurreição armada contra o Estado durante a greve. De Ambris foi acusado de ser o chefe da associação e de ter lançado pedras de uma janela contra um policial. Diante da tensão acumulada entre os trabalhadores da cidade e do campo durante os meses de agitação, o processo foi transferido de Parma para Lucca. Entre os advogados de defesa dos sindicalistas e trabalhadores acusados estavam Arturo Labriola, Pietro Gori e alguns deputados socialistas. A própria polícia, um delegado e um comissário, acabou defendendo os grevistas, afirmando que o movimento não tinha um caráter insurrecional, mas somente um objetivo econômico. Em maio de 1909, todos os acusados foram absolvidos e postos em liberdade. Os sindicalistas e trabalhadores processados foram recebidos com festas em Parma, onde populares traziam consigo retratos de Alceste De Ambris, de Giuseppe Garibaldi e de Jesus Cristo.

## Segunda estadia no Brasil eLa Scure
De Ambris conseguiu evitar a prisão durante a repressão que se seguiu à greve de Parma e partiu para a Suíça em julho de 1908. De lá, foi para a França, onde participou com Edmondo Rossoni, Pulvio Zocchi e Ottavio Dinale do X Congresso da Confédération générale du travail (CGT), realizado em outubro de 1908. Em seguida, veio pela segunda vez ao Brasil, convidado por Vitaliano Rotellini para dirigir o jornal La Tribuna Italiana, garantindo o respeito às suas ideias e princípios. Rotellini enviou o dinheiro e De Ambris chegou ao Brasil no fim de 1908.
De Ambris permaneceu na direção de La Tribuna Italiana por dez meses, recebendo críticas dos industriais italianos estabelecidos em São Paulo e de militantes anarquistas, que denunciaram sua cumplicidade com a "imprensa burguesa". Quando Rotellini resolveu controlar a direção que De Ambris dava ao jornal, ele deixou o trabalho, e em 1910, fundou o periódico La Scure, cujo primeiro número saiu em abril. Percebendo a desmobilização do movimento operário paulista, deu ao jornal uma direção no sentido de congregar todos os grupos de tendência democrática, que defendessem os direitos políticos dos cidadãos, a liberdade de organização e de greve, a liberdade de expressão e de imprensa. Declarava-se o único jornal em língua italiana publicado no Brasil absolutamente independente e livre de qualquer ligação de interesse ou de partido, criticando os representantes consulares e diplomáticos mantidos pela Itália no Brasil e suas instituições, como a Câmara do Comércio, a escola Dante Alighieri e o Instituto Colonial, controladas por conservadores monarquistas.
Além da direção de La Scure, De Ambris fez uma série de viagens de propaganda pelo interior do estado de São Paulo, fazendo conferências em Campinas, Ribeirão Preto, Jardinópolis, Sertãozinho, Jaboticabal, Araraquara, São Carlos, Bauru, São Manuel e Botucatu, onde discursou sobre temas como mutualismo, resistência, cooperação e sindicalismo.
No número de 21 de maio de 1910, La Scure anunciou que, por motivos de trabalho, De Ambris se dirigiu ao Rio de Janeiro, onde ficaria somente por algumas semanas. Entretanto, ele acabou ficando no Rio por mais tempo, onde continuou a escrever La Scure e trabalhou na Agência de Informações Havas. Nesse período que passou no Rio, ligou-se ao grupo de escritores boêmios do qual fazia parte Olavo Bilac, e chegou a escrever um romance, que foi publicado em capítulos no Avanti! de São Paulo. Após sua estadia no Rio de Janeiro e abalado com a morte de seu irmão Alfredo, vítima de febre amarela, De Ambris partiu para a França em 1911.

## Retorno à Itália, participação na Primeira Guerra e expedição de Fiume

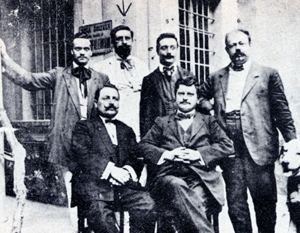
Filippo Corridoni, Alceste De Ambris, Tullio Masotti, Pulvio Zocchi, Alberto Meschi e Giuseppe Di Vittorio, os articuladores da Unione Sindacale Italiana (USI) em 1912.

Ao chegar na Europa, De Ambris esteve em Lugano, na Suíça, entre 1911 e 1912, de onde reassumiu a direção de L'Internazionale. Pouco antes de retornar à Itália, entrou em polêmica com sindicalistas favoráveis à Guerra da Líbia, em especial, Arturo Labriola. Enquanto Labriola procurava justificar a guerra colonial como uma necessidade econômica e nacional, acusando os sindicalistas contrários a ela de estarem de acordo com os reformistas, De Ambris acusou Labriola e os sindicalistas pró-guerra de estarem de acordo com o primeiro ministro, Giolitti, com o rei, com os banqueiros, com o exército e o Vaticano. Para ele, o sindicalismo nacionalista que tentava identificar os interesses do proletariado aos interesses do militarismo "estava já condenado à morte". Ante a polêmica causada entre os sindicalistas pró-guerra e anti-guerra, formou-se, junto ao grupo de Parma, um bloco inclinado a separar-se da CGdL e formar um novo órgão sindical. Embora uma parte considerável do movimento sindicalista considerasse importante salvar a unidade da organização operária, os defensores da separação obtiveram um consenso ao longo de 1912, que foi consumada em novembro com a criação da Unione Sindacale Italiana (USI), à qual aderiram inicialmente 80 mil trabalhadores. Alceste De Ambris foi um dos seus articuladores.

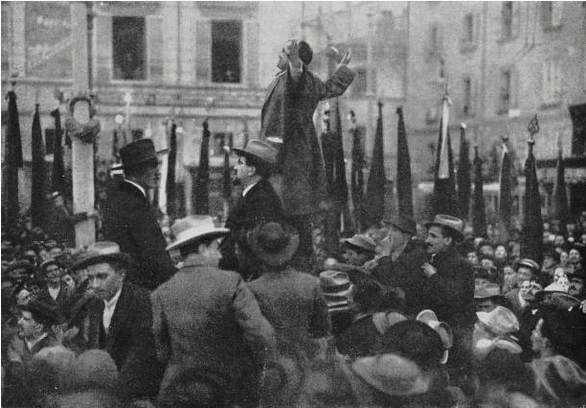
Alceste De Ambris, ao centro, discursando em um comício socialista em Parma, em 1913.

Em outubro de 1913, foi eleito deputado legislativo para um mandato que duraria até setembro de 1919. Com a imunidade parlamentar, pôde retornar à Itália, onde foi acolhido por uma multidão em Parma. Durante seu mandato, dedicou-se sobretudo à organização sindical. Em 1914, após a morte de três manifestantes antimilitaristas, focos de insurreição disseminaram-se em grande parte da Itália durante uma semana, que ficou conhecida como "Semana Vermelha". Em várias regiões, houve invasões de edifícios públicos e sabotagem contra linhas telegráficas e ferroviárias. Anarquistas, socialistas, republicanos e sindicalistas tomaram parte nas agitações. Alceste De Ambris convidou os operários de Parma a venderem suas bicicletas e comprarem revólveres. No entanto, o fracasso do movimento desanimou De Ambris, desiludido com o despreparo dos operários e das forças revolucionárias. Lamentando as disputas entre as várias correntes de esquerda, passou a sustentar um programa federalista e republicano que pudesse congregar todas as forças progressistas. Seu projeto, no entanto, recebeu críticas de todos os lados, especialmente dos sindicalistas, que viam ali um afastamento de De Ambris do movimento.
Com a deflagração da Primeira Guerra Mundial, o grupo dirigente da USI decidiu por apoiar os esforços militares dos Aliados contra os Impérios Centrais. De Ambris foi um dos mais decididos animadores do intervencionismo, argumentando que se posicionava em favor das liberdades fundamentais das nações democráticas ocidentais, e foi seguido por Filippo Corridoni. As lideranças e facções pró-guerra acabaram por abandonar a USI, cuja secretaria passou ao anarquista Armando Borghi. Os sindicalistas que haviam abandonado a USI formaram, em 1918, a Unione Italiana del Lavoro (UIL), que pretendia unir os operários que que pretendessem desenvolver sua ação independentemente de qualquer partido político e considerando as condições gerais do desenvolvimento e da liberdade da Itália, afirmando que estes não deveriam renegar a pátria, "mas conquistar, renovando radicalmente suas instituições". Tal organização contou inicialmente com o apoio de De Ambris, e Edmondo Rossoni foi seu secretário. Muitas das lideranças e militantes da UIL, incluindo Rossoni, converteram-se ao fascismo.
Com a entrada da Itália na guerra, De Ambris alistou-se como voluntário, acreditando que o conflito poderia desencadear uma transformação revolucionária. A Revolução Russa de 1917 lhe pareceu uma confirmação de sua tese, e ele afirmou que, tal como a Rússia, a Itália poderia livrar-se dos "estrangeiros, dos tiranos, do poder temporal dos papas" e "realizar todas as mais audazes libertações políticas e sociais". Ao fim da guerra, aproximou-se do poeta Gabriele d'Annunzio, acompanhando-o na expedição de Fiume. A cidade era alvo de disputa entre a Itália e a Iugoslávia, e em setembro de 1919, alguns setores militares rebeldes, com alguns grupos de voluntários, sob o comando de d'Annunzio, ocuparam Fiume, que estava sob controle internacional, e declararam sua anexação à Itália. De Ambris foi um dos conselheiros políticos de d'Annunzio e responsável pela constituição de Fiume, a chamada Carta del Carnaro.

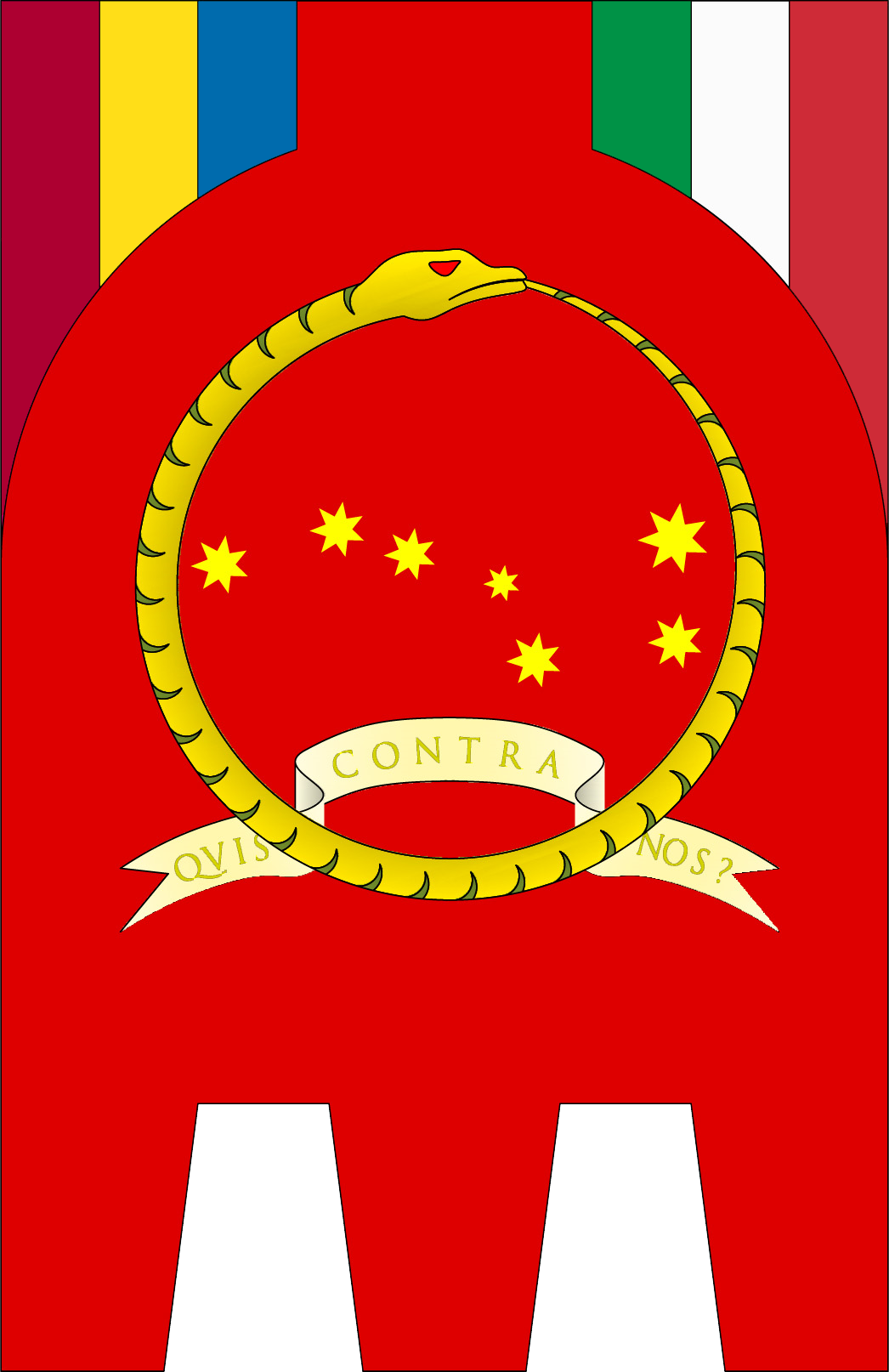
Bandeira da Regência Italiana de Carnaro.

O texto de De Ambris para a constituição da chamada Regência Italiana de Carnaro garantia as liberdades de pensamento, de imprensa, reunião, associação, a igualdade civil entre os sexos, o caráter laico do Estado, o voto universal secreto, direto e proporcional, a possibilidade de revogação dos cargos daqueles investidos de funções públicas, escolas gratuitas, previdência social e considerava a propriedade como uma função social, não como um direito ou privilégio individual. Todos os cidadãos, inclusive as mulheres, deveriam prestar o serviço militar. O regime instalado em Fiume deveria ser uma democracia direta baseada no trabalho produtivo, tendo como critério orgânico a autonomia local e funcional. Outra característica marcante da Carta del Carnaro foi o corporativismo. A constituição de Fiume afirmava que todos os cidadãos que contribuíam para a prosperidade material e para o desenvolvimento civil da República, com um contínuo trabalho manual e intelectual, eram considerados cidadãos produtivos e deveriam ser obrigatoriamente inscritos em corporações de operários, agricultores, comerciantes, administradores, funcionários públicos, professores e profissionais liberais. As corporações deveriam ter plena autonomia no que se referia à sua organização e ao funcionamento interno. Por conta de seu corporativismo, alguns historiadores estabeleceram um elo entre a Carta del Carnaro e o fascismo. No entanto, outros pesquisadores a entendem como uma espécie de síntese das concepções adotadas por De Ambris durante sua militância socialista e sindicalista. O projeto de constituição foi aprovado por D'Annunzio em 18 de março de 1920. As organizações operárias inglesas e francesas julgaram a expedição de Fiume como uma empreitada imperialista e convidaram os trabalhadores italianos ao boicote. A UIL, influenciada por De Ambris, no entanto, declarou apoio à empresa de Fiume. Outras lideranças de esquerda demonstraram certa simpatia à Fiume. Antonio Gramsci, que desconfiava de D'Annunzio, considerou que seu movimento tinha elementos populares apreciáveis, e Lenin aconselhou uma aliança da União Soviética com a Regência Italiana de Carnaro.
Além de ter elaborado a constituição de Fiume, De Ambris também foi o secretário das questões civis do Comando do Exército Libertador e foi nomeado chefe de gabinete do comando dannunziano em 10 de junho de 1920. Atuou procurando interromper as relações entre os legionários de Fiume e os fascistas, procurando o apoio do movimento operário. Após o Tratado de Rapallo e a repressão à expedição de Fiume, em 24 de dezembro de 1920, De Ambris procurou manter unidos os ex-legionários, tentando impedir que caíssem sob a influência fascista e nacionalista. No entanto, o próprio D'Annunzio acabaria se convertendo ao fascismo.

## Exílio e últimos anos
De Ambris havia colaborado com Benito Mussolini durante a guerra e por um breve período após o conflito. No entanto, nunca aderiu aos Fasci di Combattimento e logo assumiu uma posição nitidamente antifascista. Com a ascensão do fascismo, De Ambris tomou parte nos confrontos entre os trabalhadores de Parma e os esquadrões fascistas de Italo Balbo em agosto de 1922. No dia 20 de dezembro de 1922, foi retirado violentamente do bonde em que se encontrava, em Gênova, agredido e levado à delegacia, acusado de incitação antifascista. Após o ocorrido, exilou-se na França, junto de sua companheira Maria, a filha dela e o marido desta. Mussolini ainda tentou convencê-lo a colaborar com o fascismo entre 1923 e 1924, recebendo respostas negativas de De Ambris.
Em seu último exílio, viveu na pobreza e trabalhou como vendedor de livros. Rapidamente envolveu-se nas atividades antifascistas levadas a cabo por outros exilados italianos, participando da Lega Italiana dei Diritti dell'Uomo (LIDU), junto de Luigi Campolonghi, companheiro de longa data. A organização se ocupava de ajudar os recém-chegados a obter documentos e empregos, além de auxiliar os exilados ameaçados de expulsão e servir como um fórum de discussão. De Ambris também fundou o semanário Il Mezzogiorno em Toulouse e foi colaborador do jornal Il Corriere degli Italiani, onde publicou diversos escritos contra o fascismo. Em 1926, escreveu uma brochura onde comentava o caso do assassinato do deputado socialista Giacomo Matteotti, evidenciando, com documentos, a responsabilidade de Mussolini no assassinato e argumentando que "era vergonhoso tolerar que a Itália seja governada ditatorialmente por um assassino e que a aversão suscitada por essa vergonha encontre a vontade e a força para eliminá-la". Em setembro do mesmo ano, De Ambris perdeu a cidadania italiana, por conta de suas atividades antifascistas. Entre 1927 e 1934, manteve correspondência constante com sua sobrinha Irma. Em muitas de suas cartas, escrevia com um nome falso, visto que era constantemente vigiado pelo governo fascista e sua correspondência era frequentemente interceptada.

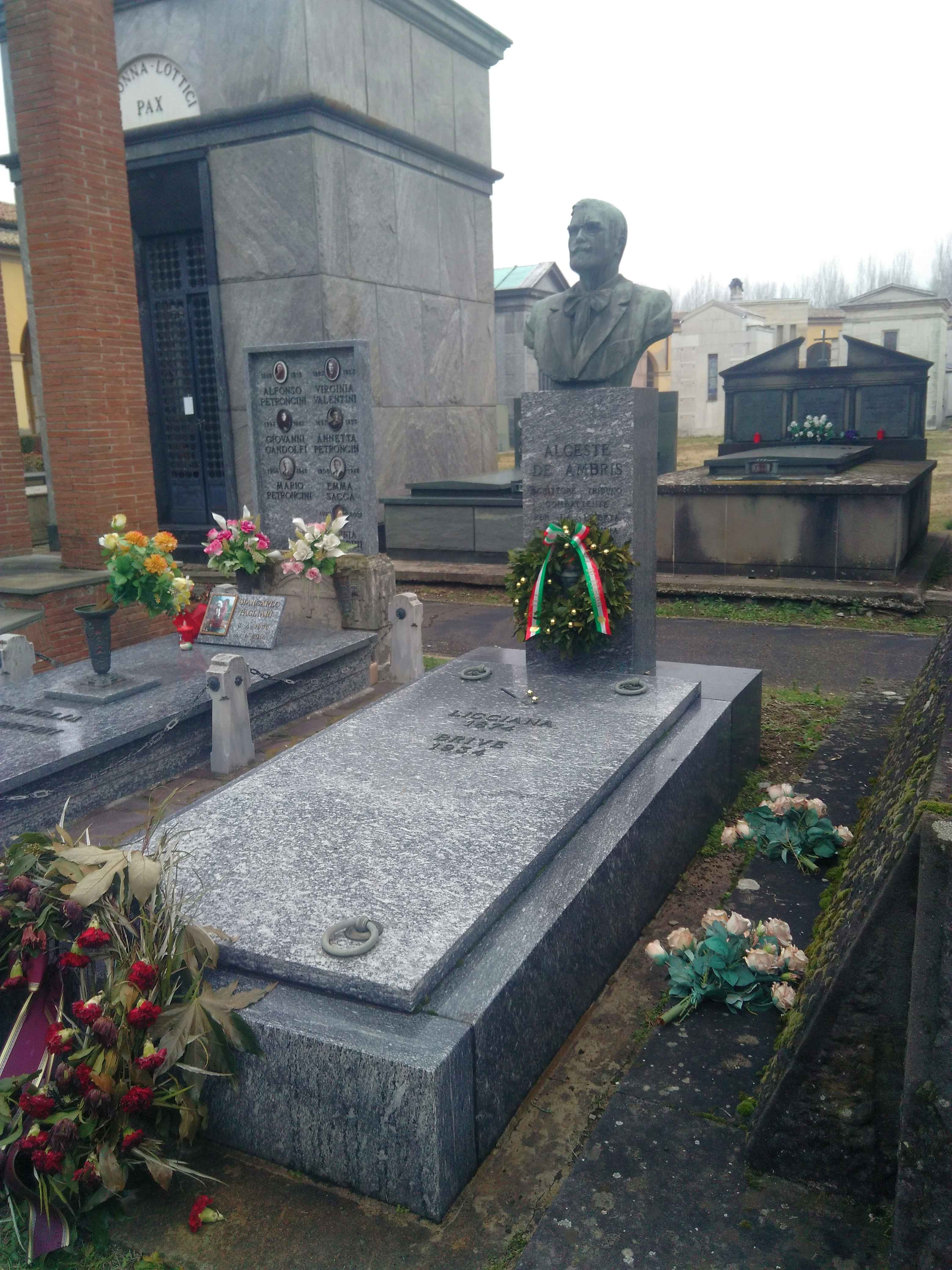
Tumba de Alceste De Ambris.

No dia 9 de dezembro de 1934, De Ambris convidou para sua casa um grupo de amigos para discutir um plano de trabalho para a LIDU, reunindo anarquistas, socialistas e republicanos italianos no exílio. Poucas horas depois da reunião, veio a falecer. O jornal Le Peuple de Paris noticiou a sua morte em 13 de dezembro de 1934. Sobre o túmulo que os operários de Parma construíram para De Ambris no cemitério de Brive-la-Gaillarde, Campolonghi escreveu a seguinte epígafre:
Alceste De Ambris. Escritor. Tribuno. Combatente. Condutor heróico de multidões. Licciana 1874 - Brive 1934. Recusou o conforto e se curvou sobre a miséria para consolá-la e redimi-la. Nasceu italiano, morreu cidadão do mundo. Cavaleiro errante do ideal, exilado aqui ficou, onde a pedra que protege o seu corpo grita em seu nome amor aos rebeldes, ódio aos tiranos.
Em 1964, seus restos mortais foram levados da França para o cemitério Della Villetta, na Itália, com a realização de celebrações na cidade de Parma, que contaram com a presença de autoridades locais e entidades sindicais.